# Pallästhesie
Als Pallästhesie (von altgriechisch πάλλώ ‚vibrieren‘, ‚schwingen‘) bezeichnet man in der Sinnesphysiologie das Vibrationsempfinden. Der Begriff Pallästhesie als Bezeichnung für die Sinnesmodalität „Vibrationsreizwahrnehmung“ wurde von Adam Rydel und Friedrich Wilhelm Seiffer 1903 geprägt, ebenso die Begriffe Pallhypästhesie (verminderte Vibrationsreizwahrnehmung) und Pallanästhesie (fehlende Vibrationsreizwahrnehmung). Die Wahrnehmung von Vibrationen ist eine Komponente der haptischen Wahrnehmung, genauer der Feinwahrnehmung („epikritische Sensibilität“). Die Funktionen der Pallästhesie sind u. a. das Unterscheiden zwischen glatten und rauen Oberflächen, die Sicherheit beim Fassen und Stehen. Starke Vibrationseinwirkung wird als unangenehm empfunden.

## Grundlagen
Die Rezeption von Vibrationsreizen erfolgt durch spezielle Mechanorezeptoren, die Vater-Pacini-Körperchen. Spezifische Reize sind – nach Rydel und Seiffer 1903 – Vibrationsfrequenzen zwischen 32 und 256 Hz, auf niedrigere und höhere Frequenzen sprechen die Vater-Pacini-Körperchen weniger gut an.
Die Reizstärke wird durch die Vibrationsamplitude definiert: bei geringer Vibrationsamplitude ist sie schwach, große Vibrationsamplituden sind entsprechend starke Reize.
Die Wahrnehmungsschwelle für Vibrationsreize ist definiert als diejenige Reizstärke (Vibrationsamplitude), die nötig ist, um eine Vibrationswahrnehmung hervorzurufen. Die Wahrnehmungsschwelle für Vibrationsreize ist altersabhängig, sie steigt mit zunehmendem Alter an. D. h., es kommt im Alter – wegen altersbedingter Abnahme der Nervenleistung (hier der myelinisierten, schnell-leitenden Aß-Nervenfasern) – zu einer gewissen Pallhypästhesie. Bei bestimmten Erkrankungen ist die Wahrnehmungsschwelle maximal erhöht, d. h., die größte Vibrationsamplitude erzeugt keine Vibrationswahrnehmung (Pallanästhesie).
Da die verschiedenen Körperregionen und -strukturen (Skelett, Gelenke, Knochen, Haut) unterschiedlich dicht mit Vater-Pacini-Körperchen besetzt sind, ist die Pallästhesie dementsprechend unterschiedlich ausgeprägt: am empfindlichsten sind die Fußsohlen und die Fingerkuppen.

## Messung der Pallästhesie
Die Fähigkeit, Vibrationsreize wahrzunehmen, kann mit der Methode der quantitativen sensorischen Testung (QST) semi-objektiv gemessen werden. Maßgeblich ist die Vibrationsreiz-Wahrnehmungsschwelle, die mit verschiedenen Stimulations-Techniken festgestellt werden kann:
- Rydel-Seiffer-Stimmgabel: Die in maximale Schwingungen versetzte Stimmgabel wird mit dem Endes ihres Stiels auf eine Knochenstruktur aufgesetzt; die Schwingen der Zinken übertragen sich in Stoßbewegungen des Stiels. Die sich im Verlaufe des Schwingungsgvorgangs verringernde Schwingungsamplitude lässt sich semiqantitativ auf einer Skala von 0–8 bestimmen: 0–1/8 (=große Amplitude, grobes Vibrieren), bis 7–8/8 (= kleinste Amplitude, feinstes Vibrieren). Werte über 5 gelten als normale Wahrnehmungsschwellen.[2]
- Elektrische Vibratoren (Pallästhesiometer), z. B. das Biothesiometer (Biomedical Instruments, Newbury/Ohio USA) und das Neurothesiometer (Horwell Scientific Laboratory Supplies, Nottingham UK) mit einer Vibrationsfrequenz von 50 bis 60 Hz und einem Stimulationsbereich von 1 Volt (minimale) bis 50 Volt (maximale Vibrationsamplitude), sowie das Somedic Vibrameter (Somedic, Schweden) mit einer Vibrationsfrequenz von 100 Hz und Vibrationsamplituden von 0,5 µm (feinstes Vibrieren) bis 500 µm (gröbstes Vibrieren). Die Vibrationsamplitude der Geräte wird vom Untersucher variiert, bis zur Wahrnehmung durch den Probanden. Krämer et al.[3] untersuchten die Vibrations-Wahrnehmungsschwelle am Innenknöchel mit dem Somedic Vibrameter (Normwert um 2 µm); Peters et al.[4] untersuchten die Großzehenspitze mit dem Biothesiometer (Normwert um 10 V).

Im klinischen Alltag wird häufig die Rydel-Seiffer-Stimmgabel benutzt, die mit einer Skala von „0“ bis „8“ versehen ist. Die untersuchte Person gibt an, wann sie die Vibration nicht mehr spürt (Wahrnehmungsschwelle). In diesem Moment wird auf der Stimmgabel ein Wert abgelesen. Werte unter „6“ gelten als pathologisch. Typische Stellen für die Prüfung der Pallästhesie sind markante Knochenpunkte, beispielsweise der Innen- und Außenknöchel (Malleolus medialis et lateralis) am Fuß, die Tuberositas tibiae am Schienbein, der Beckenkamm (Crista iliaca), das Brustbein (Sternum), der distale Abschnitt der Speiche (Radius) und das Ellbogengelenk. Das Untersuchungsergebnis ist verwertbar, wenn die Angaben bei wiederholter Prüfung derselben Lokalisation konstante Werte erbringen und außerdem in bestimmten Arealen das Vibrationsempfinden besser ist. In der Arbeitsmedizin finden eher Pallästhesiometer Verwendung, da sie genauer messen als die Stimmgabel.

## Störungen
Pallhyp- oder Pallanästhesien können auftreten, wenn das Zentralnervensystem oder Nervenbahnen, die die Vibrations-Sinnesqualität leiten, geschädigt sind. Eine häufige Ursache sind Polyneuropathien, die beispielsweise infolge einer langjährigen Zuckerkrankheit (Diabetes mellitus), dann als diabetische Polyneuropathie bezeichnet, auftreten können. Weitere mögliche Ursachen sind Schädigungen des Rückenmarks (etwa bei Querschnittlähmung, Bandscheibenvorfall), des lemniskalen Systems oder des sensorischen Cortex im Parietallappen des Großhirns (beispielsweise durch Schlaganfall). Auch bestimmte arbeitsbedingte Vibrationsexpositionen durch Maschinen, die zu Gewebeschädigungen führen, können Pallhypästhesie hervorrufen (Berufskrankheit Vibrationsschäden).